# Sjöberg (commune de Sollentuna)
Sjöberg est une localité de Suède dans la commune de Sollentuna située dans le comté de Stockholm.
Sa population était de 4 234 habitants en 2019.